# Estação arqueológica de Frielas
A Estação arqueológica de Frielas localiza-se na localidade de Frielas, Município de Loures.
A villa romana de Frielas integrava o território afecto à cidade de Olisipo (Lisboa), o qual seria ocupado por grandes explorações agropecuárias (villae) e pequenos casais de características sócio-económicas mais modestas.
Localizada na várzea de Loures, na margem direita da ribeira da Póvoa, beneficiou da proximidade do rio - permitindo a navegabilidade, o abastecimento de água, a actividade piscícola e a exploração de sal, mas acima de tudo da fertilidade do solo.
A cerca de 2 km, na Ponte de Frielas, passaria a via Romana que ligava Olisipo a Conímbriga.
A villa terá funcionado desde o século IV até um período relativamente tardio (sensivelmente até à primeira metade do século VII).
A opulência inicial da villa é marcada pela relativa abundância de terra sigillata africana, pelos pavimentos em mosaico, elementos arquitectónicos e pelos revestimentos parietais. Nota-se uma preocupação do proprietário em seguir os modelos decorativos da época nesta área do Império, embora com alguma contenção económica.
A área já a descoberto permitiu elaborar a planta do local que inclui um peristilo com o respectivo pórtico, pavimento em tijoleira, um espelho de água (provável), um triclínio (provável), um espaço ajardinado e um tanque de rega.
Desde o ano de 2012 está classificada como Sítio de Interesse Público.